# Reynel
Reynel est une commune française située dans le département de la Haute-Marne, en région Grand Est.

## Géographie

### Localisation
Le village de Reynel est situé sur un éperon rocheux au confluent de deux talwegs, à 30 km au nord de Chaumont (préfecture de la Haute-Marne).

### Hydrographie
La commune est dans la région hydrographique « la Seine de sa source au confluent de l'Oise (exclu) » au sein du bassin Seine-Normandie. Elle est drainée par la Manoise, la Joux, la Combe Achard, la Manoise, le ruisseau de Rampont et le ruisseau des Battants,.
La Manoise, d'une longueur de 13 km, prend sa source dans la commune de Orquevaux et se jette  dans la Sueurre à Vignes-la-Côte, après avoir traversé six communes. Les caractéristiques hydrologiques de la Manoise sont données par la station hydrologique située sur la commune d'Humberville. Le débit moyen mensuel est de 0,783 m3/s. Le débit moyen journalier maximum est de 17,6 m3/s, atteint lors de la crue du 30 décembre 2001. Le débit instantané maximal est quant à lui de 19,8 m3/s, atteint le même jour.

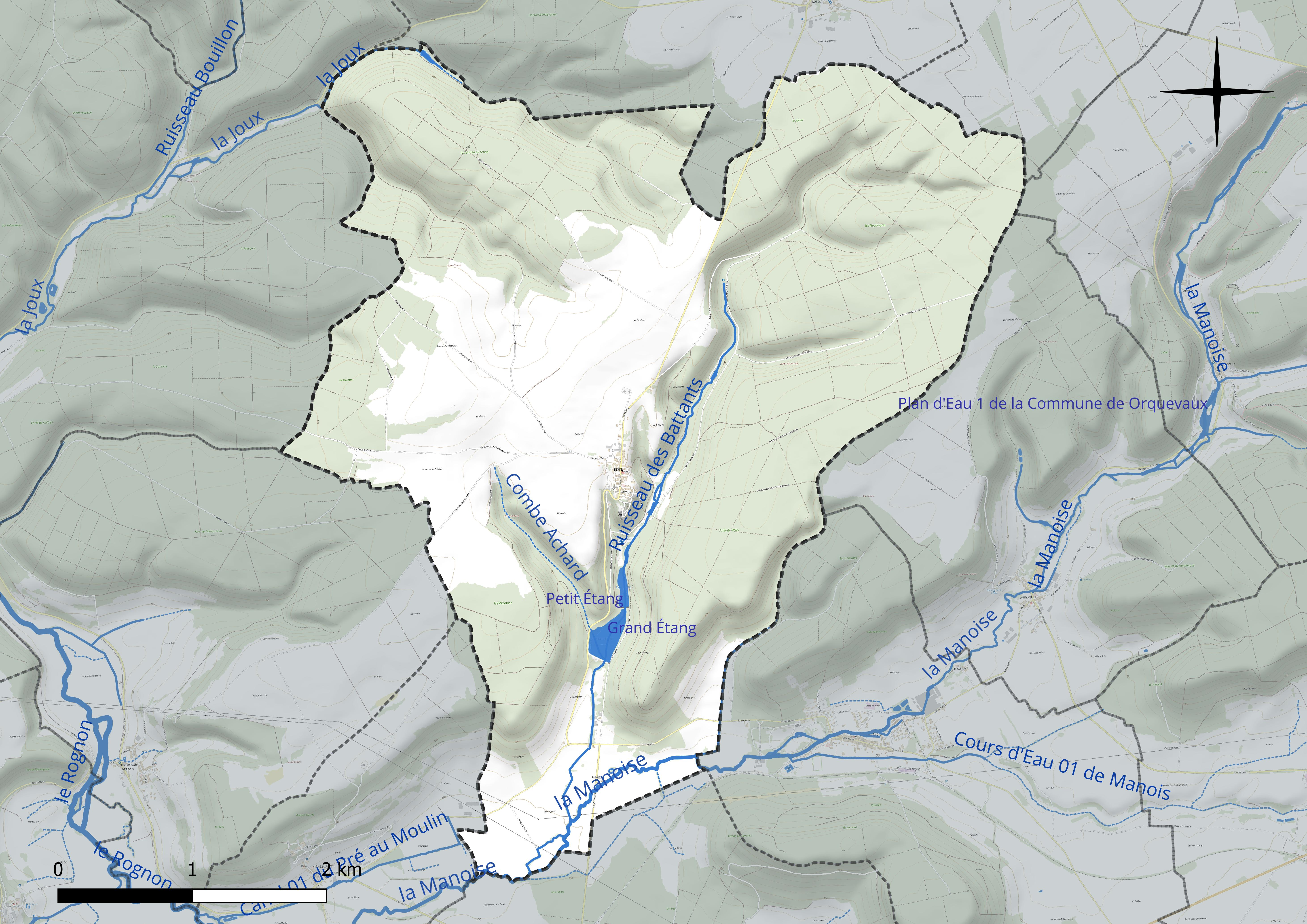
Réseau hydrographique de Reynel.

Deux plans d'eau complètent le réseau hydrographique : le Grand étang (6,1 ha) et le Petit étang (1,9 ha),.

### Climat
Pour des articles plus généraux, voir Climat du Grand Est et Climat de la Haute-Marne.
En 2010, le climat de la commune est de type climat de montagne, selon une étude du Centre national de la recherche scientifique s'appuyant sur une série de données couvrant la période 1971-2000. En 2020, Météo-France publie une typologie des climats de la France métropolitaine dans laquelle la commune est exposée à un climat océanique altéré et est dans la région climatique  Lorraine, plateau de Langres, Morvan, caractérisée par un hiver rude (1,5 °C), des vents modérés et des brouillards fréquents en automne et hiver. 
Pour la période 1971-2000, la température annuelle moyenne est de 9,6 °C, avec une amplitude thermique annuelle de 16,4 °C. Le cumul annuel moyen de précipitations est de 1 073 mm, avec 13,8 jours de précipitations en janvier et 10 jours en juillet. Pour la période 1991-2020, la température moyenne annuelle observée sur la station météorologique de Météo-France la plus proche, « Busson_sapc », sur la commune de Busson à 4 km à vol d'oiseau, est de 10,1 °C et le cumul annuel moyen de précipitations est de 1 085,5 mm. 
La température maximale relevée sur cette station est de 39,1 °C, atteinte le 25 juillet 2019 ; la température minimale est de −17,7 °C, atteinte le 5 janvier 1995,,. 
Les paramètres climatiques de la commune ont été estimés pour le milieu du siècle (2041-2070) selon différents scénarios d'émission de gaz à effet de serre à partir des nouvelles projections climatiques de référence DRIAS-2020. Ils sont consultables sur un site dédié publié par Météo-France en novembre 2022.

## Urbanisme

### Typologie
Au 1er janvier 2024, Reynel est catégorisée commune rurale à habitat dispersé, selon la nouvelle grille communale de densité à sept niveaux définie par l'Insee en 2022.
Elle est située hors unité urbaine. Par ailleurs la commune fait partie de l'aire d'attraction de Chaumont, dont elle est une commune de la couronne,. Cette aire, qui regroupe 112 communes, est catégorisée dans les aires de 50 000 à moins de 200 000 habitants,.

### Occupation des sols
L'occupation des sols de la commune, telle qu'elle ressort de la base de données européenne d’occupation biophysique des sols Corine Land Cover (CLC), est marquée par l'importance des forêts et milieux semi-naturels (69,8 % en 2018), une proportion identique à celle de 1990 (69,8 %). La répartition détaillée en 2018 est la suivante : 
forêts (68,4 %), terres arables (21,3 %), prairies (8,9 %), milieux à végétation arbustive et/ou herbacée (1,5 %). L'évolution de l’occupation des sols de la commune et de ses infrastructures peut être observée sur les différentes représentations cartographiques du territoire : la carte de Cassini (XVIIIe siècle), la carte d'état-major (1820-1866) et les cartes ou photos aériennes de l'IGN pour la période actuelle (1950 à aujourd'hui).

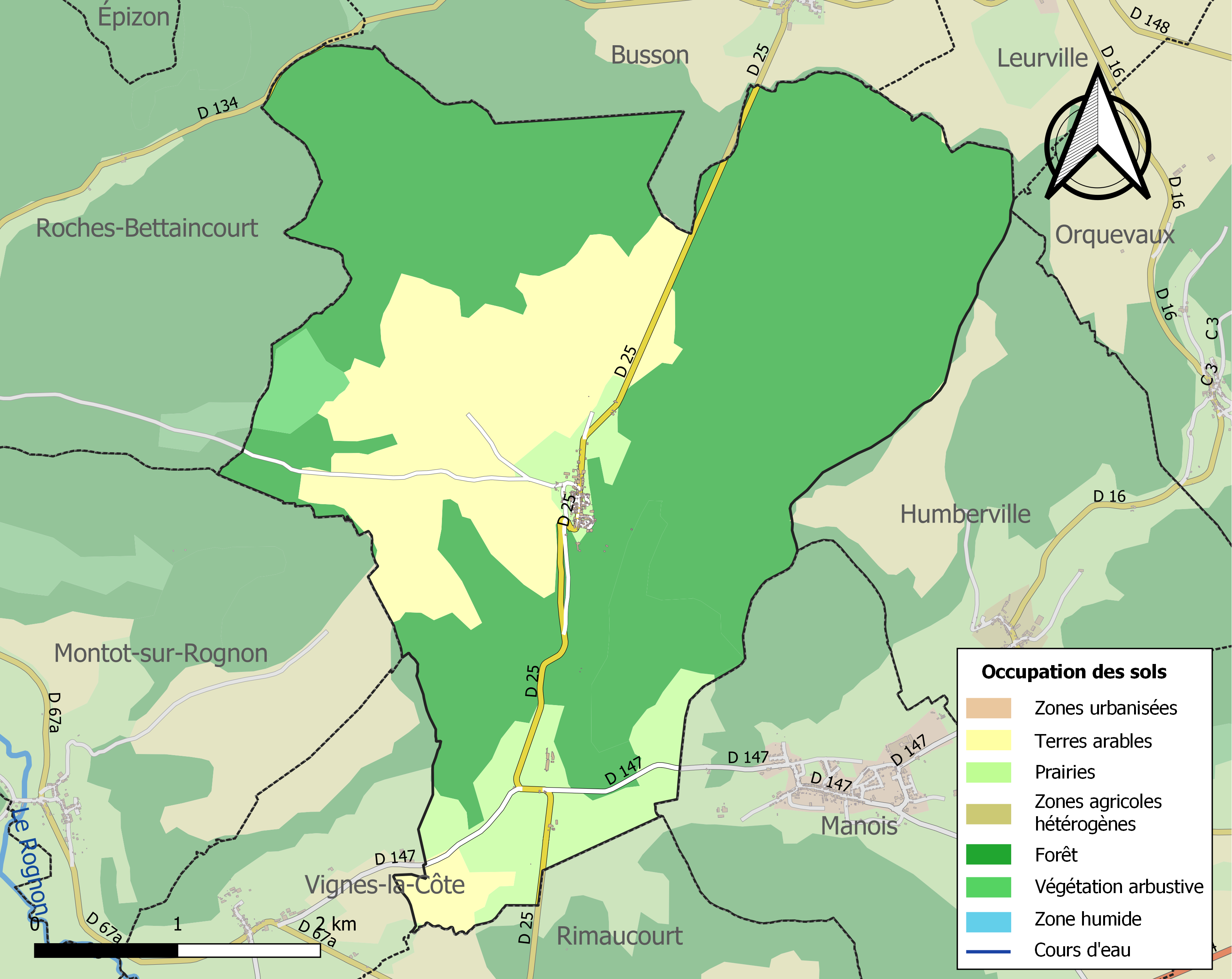
Carte des infrastructures et de l'occupation des sols de la commune en 2018 (CLC).

## Histoire

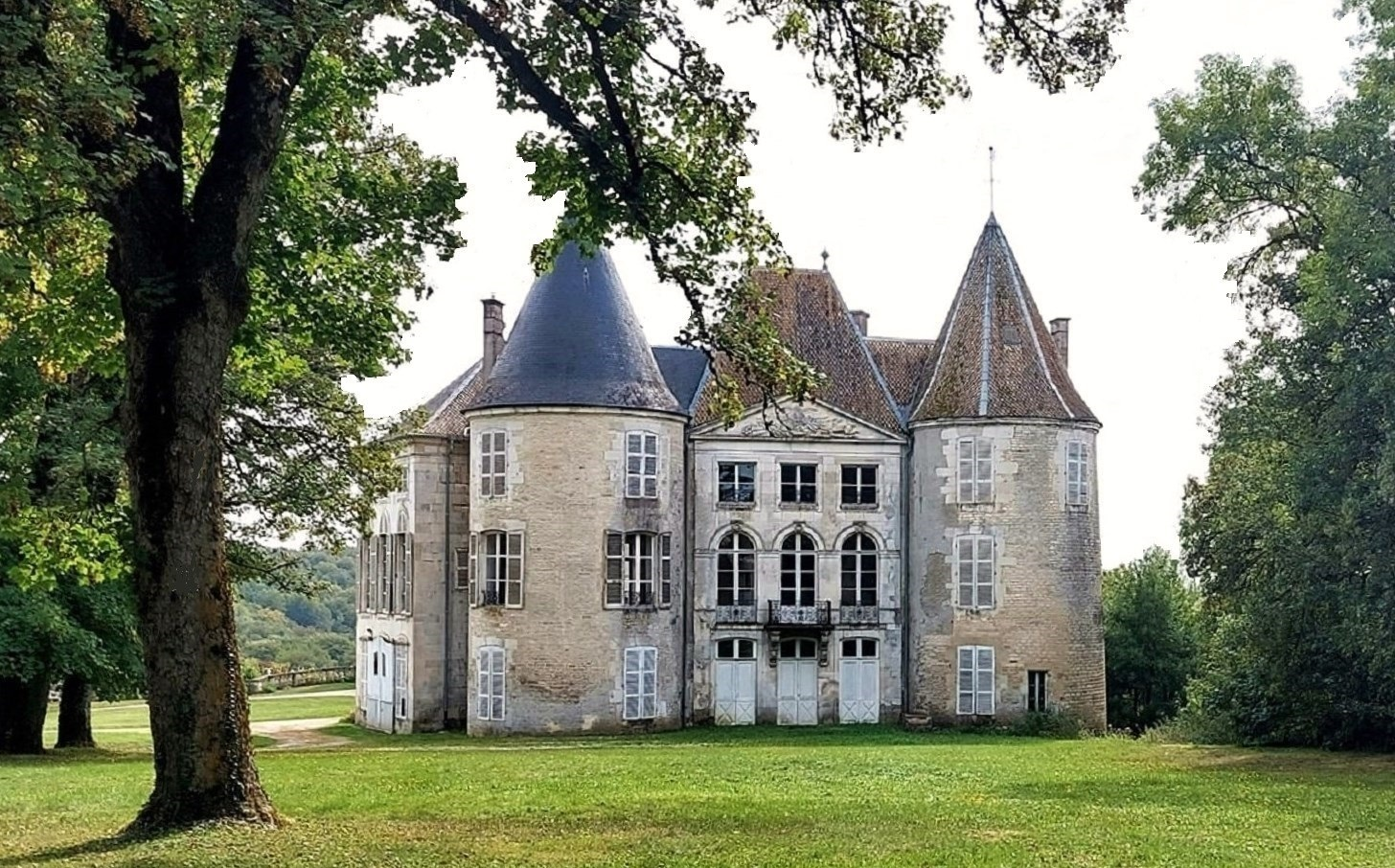
le Château

Les premières traces historiques de Reynel apparaissent au VIIe siècle. Erigée en comté en 757 par Pépin le Bref puis en marquisat par François II en 1560, Reynel, siège d'une puissante famille champenoise, posséda outre son château, un prieuré, un chapitre, une léproserie, un hôpital. Du fait de sa situation stratégique, en bordure du Saint-Empire romain germanique puis de la Lorraine, Reynel fut une ville forte avec fossés, remparts et tours. La ville fut le siège d'un archidiaconé et d'un bailliage. Reynel a subi les guerres de Religion à la fin du XVIe siècle, puis la guerre de Trente Ans au XVIIe siècle, de nombreux bâtiments ont été détruits à ces époques.

## Politique et administration

### Sous l'Ancien Régime

#### Comtes puis seigneurs de Reynel
Reynel a été élevée en marquisat en 1560 et appartenait aux familles de Joinville puis d'Amboise.

### Depuis la Révolution
| Période                                  | Période   | Identité           | Étiquette | Qualité |
| ---------------------------------------- | --------- | ------------------ | --------- | ------- |
| mars 1983                                | mars 1989 | Marie-Louise Dinée |           |         |
| mars 1989                                | juin 1995 | Jean Lemoult       |           |         |
| juin 1995                                | En cours  | Gilles Desnouveaux | PS        |         |
| Les données manquantes sont à compléter. |           |                    |           |         |

## Population et société

### Démographie

#### Évolution démographique
L'évolution du nombre d'habitants est connue à travers les recensements de la population effectués dans la commune depuis 1793. Pour les communes de moins de 10 000 habitants, une enquête de recensement portant sur toute la population est réalisée tous les cinq ans, les populations de référence des années intermédiaires étant quant à elles estimées par interpolation ou extrapolation. Pour la commune, le premier recensement exhaustif entrant dans le cadre du nouveau dispositif a été réalisé en 2005.

En 2022, la commune comptait 129 habitants, en évolution de +7,5 % par rapport à 2016 (Haute-Marne : −4,62 %, France hors Mayotte : +2,11 %).
| 1793 | 1800 | 1806 | 1821 | 1831 | 1836 | 1841 | 1846 | 1851 |
| ---- | ---- | ---- | ---- | ---- | ---- | ---- | ---- | ---- |
| 480  | 498  | 494  | 509  | 511  | 521  | 569  | 552  | 590  |

| 1856 | 1861 | 1866 | 1872 | 1876 | 1881 | 1886 | 1891 | 1896 |
| ---- | ---- | ---- | ---- | ---- | ---- | ---- | ---- | ---- |
| 540  | 551  | 560  | 505  | 517  | 530  | 507  | 435  | 411  |

| 1901 | 1906 | 1911 | 1921 | 1926 | 1931 | 1936 | 1946 | 1954 |
| ---- | ---- | ---- | ---- | ---- | ---- | ---- | ---- | ---- |
| 356  | 334  | 330  | 281  | 276  | 249  | 208  | 207  | 258  |

| 1962 | 1968 | 1975 | 1982 | 1990 | 1999 | 2005 | 2006 | 2010 |
| ---- | ---- | ---- | ---- | ---- | ---- | ---- | ---- | ---- |
| 274  | 275  | 541  | 486  | 165  | 162  | 141  | 134  | 126  |

| 2015 | 2020 | 2022 | - | - | - | - | - | - |
| ---- | ---- | ---- | - | - | - | - | - | - |
| 119  | 129  | 129  | - | - | - | - | - | - |

## Héraldique
| Armes de Reynel | Les armes de Reynel se blasonnent ainsi : d'azur aux trois chevron d’or. |

## Lieux et monuments
- Château de Reynel (XVIIe siècle).

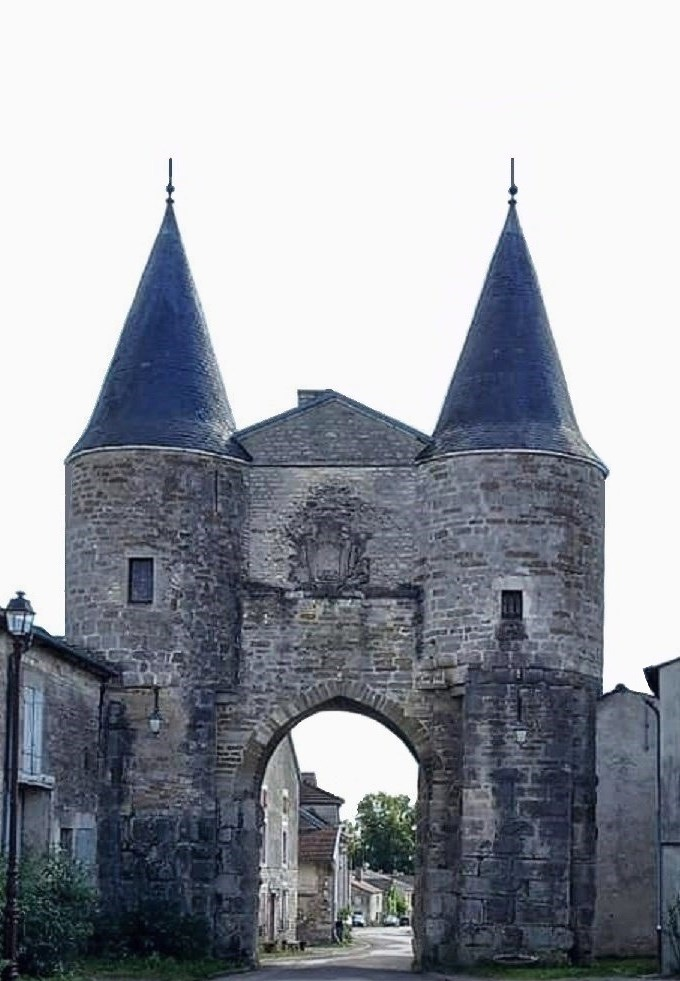
la Porte de ville

- Porte de ville (IMH), flanquée de deux tours.
- Points de vue du château de Reynel.

## Personnalités liées à la commune
- Wiard de Reynel, seigneur de Reynel à la fin du XIIe siècle et au début du XIIIe siècle. Il effectue deux fois le voyage en Terre Sainte. Il fonde l'abbaye de Benoîtevaux ainsi qu'un hôpital et une léproserie à Reynel.